# Evelyn Glennie
Dame Evelyn Elizabeth Ann Glennie (n. 19 iulie 1965) este o percuționistă scoțiană de o deosebită virtuozitate.
A fost decorată cu Ordinul Imperiului Britanic, iar în 2015 a obținut premiul suedez „Polar Music Prize”.
În 1989 a obținut și Premiul Grammy.
Este remarcabil faptul că, deși și-a pierdut auzul în jurul vârstei de 12 ani, această dizabilitate nu a împiedicat-o să atingă performanțe muzicale în turneele pe care le-a efectuat atât în Europa, cât și în SUA.
Din acest motiv, își execută spectacolele desculță, susținând că astfel reușește să perceapă sunetele.